# Jenny Sophie Meyer
Jenny Sophie Meyer, meist nur Jenny Meyer genannt, (* 16. April 1866 in Frederiksberg; † 23. April 1927 ebenda) war eine dänische Porzellanmalerin und Schwester der Malerin und Grafikerin Emma Meyer.

## Leben und Werk
Jenny Meyer war die Tochter des Richters des Obersten Gerichts Fritz Meyer und Marie Frederikke Dalberg. Meyer wurde 1892 unter Arnold Krog bei der Königlichen Porzellanmanufaktur angestellt und bildete sich zur Unterglasurmalerin für Unikate aus, die sie insbesondere mit Blumenmotiven verzierte. Sie war bis zu ihrem Tod 1927 bei der Porzellanmanufaktur beschäftigt. Einige Vasen, die auf der Weltausstellung in Chicago 1893 ausgestellt wurden, erhielten eine Medaille. Im Jahr 1895 besuchte sie London, insbesondere um die Keramikabteilung des South Kensington Museum zu studieren. Für die Frauen-Ausstellung in Kopenhagen im Jahr 1895 fertigte Meyer – in Konkurrenz mit mehreren anderen Frauen – eine Platte mit Löwenzahnmotiv für die Königliche Porzellanmanufaktur an.
Jenny Meyer stellte über ihren Arbeitgeber auch in der Dänischen Ausstellung im Königlichen Kunstgewerbemuseum in Berlin (1910), auf der Retrospektive der Künstlerinnen in Kopenhagen (1920) sowie auf der Weltausstellung in Paris (1925) aus.
Sie war unverheiratet und wurde in Bispebjerg begraben.